# Fehérhomlokú lile
A fehérhomlokú lile (Charadrius marginatus) a madarak osztályának lilealakúak (Charadriiformes) rendjébe, ezen belül a lilefélék (Charadriidae) családjába tartozó faj.

## Rendszerezése
A fajt Louis Pierre Vieillot francia ornitológus írta le 1818-ban. Egyes szervezetek az Ochthodromus nembe sorolják Ochthodromus marginatus néven.

## Alfajai
- Charadrius marginatus arenaceus Clancey, 1971
- Charadrius marginatus marginatus Vieillot, 1818
- Charadrius marginatus mechowi (Cabanis, 1884)
- Charadrius marginatus tenellus Hartlaub, 1861[1]

## Előfordulása
Afrikában a Szahara alatti részen, Angola, Benin, Bissau-Guinea, Burkina Faso, Burundi, a Comore-szigetek, Csád, a Dél-afrikai Köztársaság, Elefántcsontpart, Egyenlítői-Guinea, Eritrea, Etiópia, Gabon, Gambia, Ghána, Guinea, Libéria, Kamerun, Kenya, a Kongói Köztársaság, a Kongói Demokratikus Köztársaság, a Közép-afrikai Köztársaság, Madagaszkár, Malawi, Mali, Mauritánia, Mozambik, Namíbia, Niger, Nigéria, Ruanda, São Tomé és Príncipe, Szenegál, Sierra Leone, Szomália, Szváziföld, Tanzánia, Togo, Uganda, Zambia és Zimbabwe területén honos.
Természetes élőhelyei a szubtrópusi vagy trópusi homokos és kavicsos tengerpartok, sós- és édesvizű tavak, folyók és patakok környéke. Állandó, nem vonuló faj.

## Megjelenése
Testhossza 18 centiméter, testtömege 42-55 gramm.
|  |  |

## Természetvédelmi helyzete
Az elterjedési területe rendkívül nagy, egyedszáma pedig csökken, de még nem éri el a kritikus szintet. A Természetvédelmi Világszövetség Vörös listáján nem fenyegetett fajként szerepel.